# St. Hedwig (Kleinlangheim)

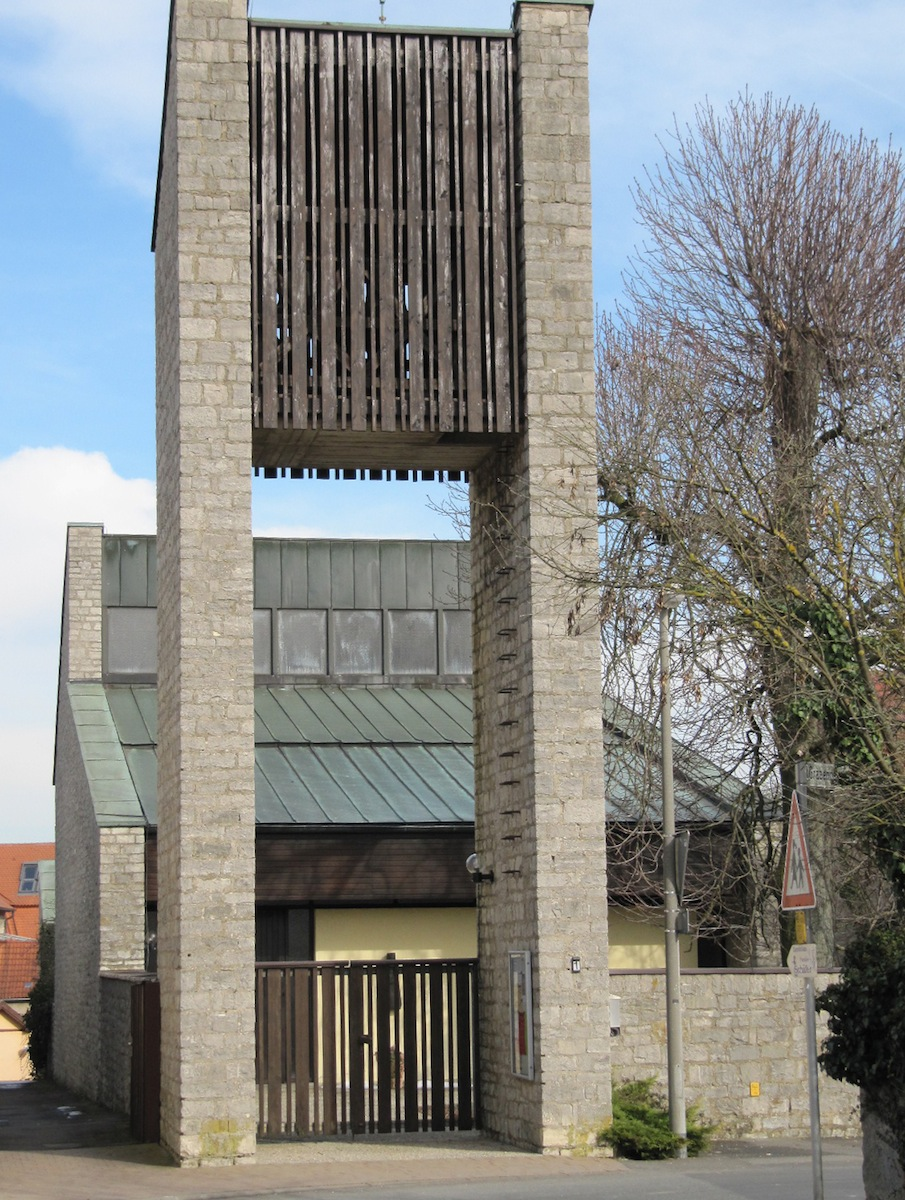
Die Kirche in Kleinlangheim

Die Filialkirche St. Hedwig im unterfränkischen Kleinlangheim ist das Gotteshaus für die junge katholische Gemeinde. Sie liegt an der Grabengasse am Rande der Altbebauung und ist heute Teil des Dekanats Kitzingen.

## Geschichte
Kleinlangheim ist eine der ersten christlichen Gemeinden im heutigen Landkreis Kitzingen. Bereits im 8. Jahrhundert bestand ein kleines Kirchengebäude im Ort. 1330 wurde Kleinlangheim zu einer eigenständigen Pfarrei erhoben. Die Reformation führte um 1530 dazu, dass der gesamte Ort den neuen, lutherischen Glauben annahm und die Pfarrkirche zu einem evangelischen Gotteshaus umgewandelt wurde.
Nach dem Zweiten Weltkrieg siedelten sich, im Zuge der Ostvertreibungen, wieder Katholiken in Kleinlangheim an. Waren im Jahr 1934 nur 40 Personen katholisch, stieg ihre Zahl bis 1945 auf über 400. Bereits 1909 war die kleine katholische Gemeinde von der nahen Pfarrei Großlangheim aus betreut worden, nun entsandte die Benediktinerabtei Münsterschwarzach einen Pater, um die neuen Gläubigen seelsorgerisch zu betreuen.
Ab dem Jahr 1959 nahmen auch die Planungen für ein eigenes Gotteshaus konkrete Züge an. Ab 1962 begann der Bau unter der Leitung des Würzburgers Hans Schädel. Die Arbeiten dauerten bis ins Jahr 1964. Am 20. Juni 1964 wurde die Kirche, sie war der heiligen Hedwig, der Schutzpatronin Schlesiens, unterstellt worden, von Weihbischof Alfons Kempf benediziert. Im Jahr 1978 nahm man eine umfassende Außenrenovierung, 1990 eine weitere Erneuerung am Bau vor.

## Architektur
Die Kirche präsentiert sich als Bau der Moderne. Sie wurde als Kubus gearbeitet und schließt nach oben hin mit einem schlichten Pultdach ab. Ein freistehender Glockenturm ergänzt das Bauensemble. Wie auch die Kirche wurde ein rückwärtiges Jugendheim bis 1964 von Hans Schädel errichtet, sodass ein kleiner Innenhof entstand. Im Jahr 1978 wurde das Dach im Zuge der Renovierung neu eingedeckt und präsentiert sich nun als Kupferdach.

## Ausstattung
Mittelpunkt im Kircheninneren ist die Altarwand des Jahres 1964. Sie wurde vom Frankfurter Maler Rudolf Heinisch gemalt und stellt den thronenden Christus Pantokrator in den Mittelpunkt. Ein geschlossener Regenbogen umgibt die Figur, dessen Strahlen bis zum Betrachter reichen. Ein leeres Grab auf der linken Seite des Gekreuzigten weist auf den Tod Christi hin, die Strahlen wiederum symbolisieren die Auferstehung.
Ein Tabernakel, der Ambo und die Tabernakelstele sind Werke des Münsterschwarzacher Künstlers Adelmar Dölger und wurden aus Muschelkalk gearbeitet. An der Ostwand findet sich die Muttergottes-Statue der Bildhauerin Eleonore Friedrich-Gronau, die ebenfalls in Münsterschwarzach wirkte. Von Valentin Glanzner aus Wiesentheid ist das bronzene Vortragekreuz, das erst 1991 in die Kirche kam. Die Orgel besitzt acht Register und stammt von der Firma Krieger aus Retzbach. Zwei Glocken hängen im Glockenstuhl.